# Закордонний відділ ЦК КП(б)У
Закордонний відділ ЦК КП(б)У — структурний підрозділ ЦК КП(б)У. Створений у травні 1920 для ведення агентурно-розвідувальної та інформаційної роботи за лінією фронту (див. Польсько-радянська війна 1920) та в сусідніх з УСРР "буржуазних" державах. Першим керівником був Ф.Кон. Організаційно Закордонний відділ складався з партійно-оперативного, агентурно-розвідувального, військово-політичного та інформаційного підвідділів. Усі підвідділи діяли конспіративно й відокремлено один від одного. З.в. ЦК КП(б)У прирівнювався до військових установ республіки й мав офіційну назву – Реєстраційне управління Реввійськради Республіки. Відділ видавав друкований орган – "Бюлетень інформбюро Закордоту при ЦК КП(б)У".

## Основні напрямки діяльності
Основними напрямами діяльності Закордонного відділу були:
- у сфері розвідки – збір і добування військової та економічної інформації, агентурне проникнення в політичні об'єднання;
- у сфері контррозвідки – ведення обліку контрреволюційних елементів, нейтралізація діяльності жандармерії, виявлення і знищення агентів контррозвідки супротивника;
- у сфері бойової діяльності – проведення диверсій, здійснення терористичних акцій, розгортання повстанського руху;
- в галузі забезпечення таємних операцій – видання газет і листівок для розповсюдження за кордоном, екіпірування агентів, яких направляли для роботи на територію іноземних держав, матеріально-технічне забезпечення диверсійно-терористичних операцій за кордоном.

Закордонний відділ широко практикував форми і методи роботи органів розвідки, контррозвідки й політичного розшуку: вербував агентуру, створював резидентури, опитував полонених та перебіжчиків, брав участь у воєнно-пропагандистських акціях, здійснював підривні психологічні операції і т. ін.
На неконтрольованій радянськими властями українській території З.в. ЦК КП(б)У брав участь у підпільній і партизанській боротьбі із супротивниками радянської влади й при необхідності створював територіальні підвідділи (Крим., Правобереж. України) і пункти (Чорноморський, Очаківський). Закордонний відділ інтенсивно діяв у Румунії, Бессарабії, Польщі. Влітку 1921 стався провал закордонної резидентури Закордоту в Польщі. Невдовзі після цього, наприкінці 1921, політбюро ЦК КП(б)У ліквідувало Закордонний відділ, а його підрозділи було передано радянським спецслужбам.